# Sala de conferències

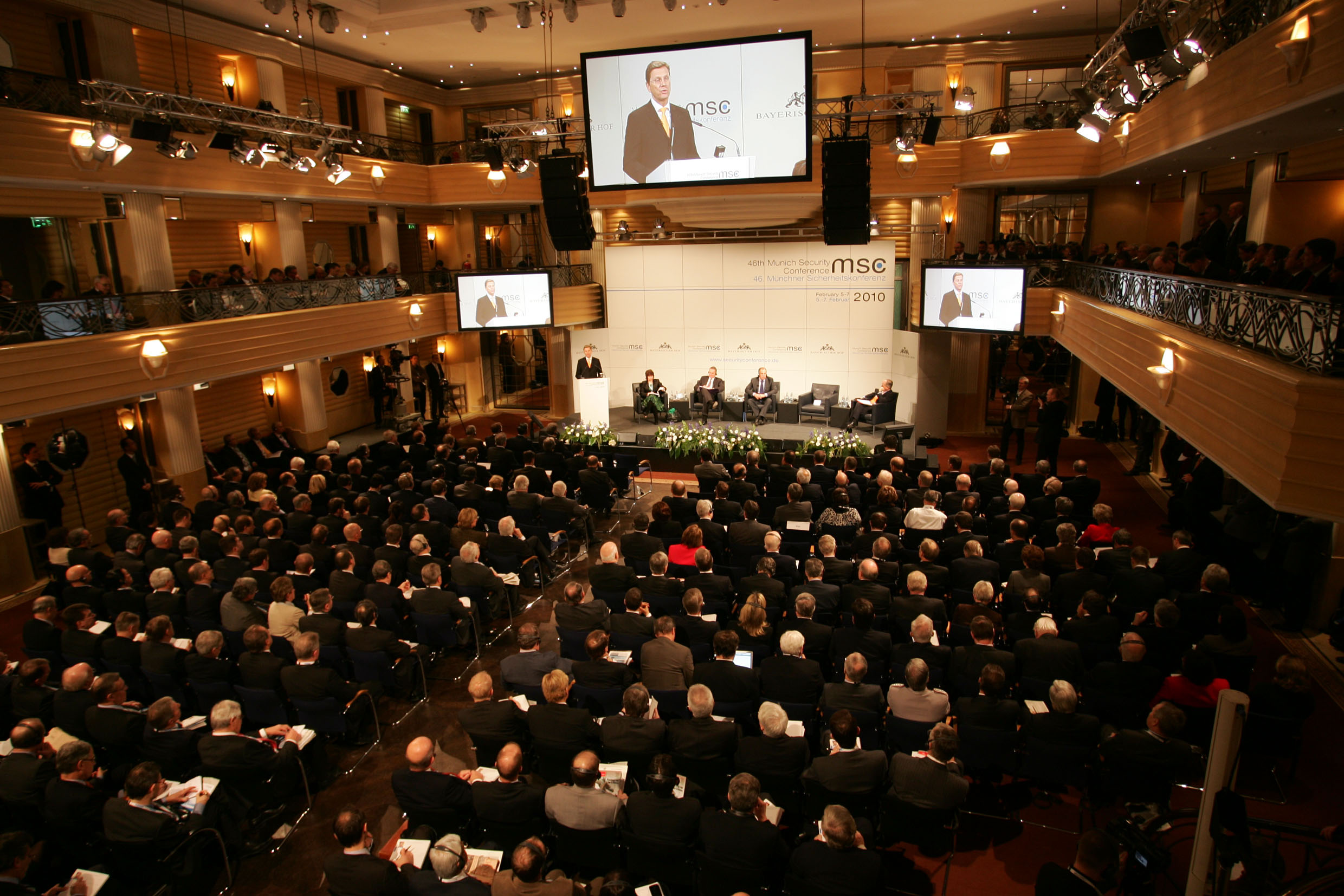
Sala de conferències a Múnic

 Una  sala de conferències  és un espai habilitat per a la impartició de conferències.
Sovint, es tracta d'habitacions més grans que les sales de reunions que compten amb l'equipament necessari per a l'audició i visualització de les xerrades. Les sales de conferències disposen d'equipament audiovisual que inclou DVD, megafonia, pantalla de projecció, projector de transparències i projector de vídeo, entre d'altres. Les butacas de conferències poden venir equipades amb taules o taulers accessoris. Les més sofisticades incorporen mecanismes electrònics de conferència, com el sistema de votacions, de traduccions, micròfon o llums individuals. Així mateix, poden disposar d'entrada elèctrica, connexió telefònica o accés a Internet.
Habitualment, estan ubicades en hotels i centres de congressos però també es poden trobar a universitats, museus, centres cívics o fins i tot, hospitals. Alguns establiments també disposen de sales de conferències per als seus clients. de vegades, altres espais han estat transformats en grans sales de conferències com places de toros o sales de concerts.